# John Ousterhout
John K. Ousterhout (né le 15 octobre 1954 dans le comté de Solano, San Francisco) est un informaticien américain, auteur du langage de script Tool Command Language dans les années 1980. 

## Biographie
Licencié ès sciences physiques de l’Université Yale en 1975, il soutient une thèse de doctorat en informatique à l’Université Carnegie Mellon en 1980. Au cours des années suivantes, il enseigne la conception des circuits intégrés à l’Université de Berkeley. C'est en concevant des micro-langages de conception de circuits intégrés avec ses étudiants qu'il imagine une syntaxe uniforme pour ces différents utilitaires. Ses travaux de conception de circuits VLSI sont couronnés du prix Grace Murray Hopper de l'ACM en 1987.
Ce n'est qu'à l'occasion d'une année sabbatique dans un des laboratoires de DEC qu'à l'automne 1987, il met au point une bibliothèque de commandes qui pourront être exécutées depuis un programme en langage C (embeddable commands), tout en permettant d'écrire des scripts, à la manière des shells d'UNIX. Cette bibliothèque de commandes, le Tool Command Language, est présentée en 1990 lors de la conférence USENIX, et rendue gratuitement téléchargeable depuis la plate-forme FTP de l’Université de Berkeley.
En 1994, alors qu'il est reçu sociétaire de l’Association for Computing Machinery, Ousterhout reçoit de Sun Microsystems l’offre de poursuivre le développement de Tcl-Tk au sein de l'entreprise : la bibliothèque reste « open-source », mais son auteur doit en faire le langage universel de l'Internet. Au cours des trois années suivantes, Ousterhout et son équipe porteront le langage sous Windows et sur Macintosh tout en le dotant de mécanismes de gestion de ports distants. Mais en 1997, il devient clair que Sun va porter tout son effort sur Java, langage compilable et mieux structuré pour le développement orienté objet.
Afin de poursuivre le développement de Tcl-Tk, Ousterhout fonde la société Scriptics fin 1997 et édite la solution professionnelle Tcl Pro 1.0 dès septembre 1998, tout en conservant open-source le noyau, qui connaît une version 8.1 (avril 1999). Devant les dangers d'explosion de la bulle Internet, Scriptics fusionne en 2000 avec Ajuba (laquelle sera à son tour rachetée par Interwoven à l'automne 2000) avant d'abandonner le développement ultérieur de Tcl-tk au Core Development Team.
Ousterhout est aujourd'hui membre de la National Academy of Engineering. Il a repris ses activités d'enseignant à l’Université Stanford depuis 2008.